# Wilhelm Balthasar
Wilhelm Balthasar (Fulda, 2 de fevereiro de 1914 — Aire-sur-la-Lys, 3 de julho de 1941) foi um piloto alemão da Luftwaffe durante a Alemanha Nazi que alcançou o nível de ás da aviação na Guerra Civil Espanhola e na Segunda Guerra Mundial. Balthasar é creditado com 7 vitórias aéreas durante a Guerra Civil Espanhola e mais 40 vitórias aéreas na Frente Ocidental da Segunda Guerra Mundial. Ele voou cerca de 300 missões de combate durante a Segunda Guerra Mundial, além de 465 na Espanha. Foi condecorado com a Cruz de Cavaleiro da Cruz de Ferro.

## Juventude
Balthasar nasceu em 2 de fevereiro de 1914 em Fulda, Hesse-Kassel. Ele era filho do guarda-florestal August Balthasar, que em 25 de outubro de 1914 foi morto em combate como Hauptmann na Frente Ocidental da Primeira Guerra Mundial. Em 1933, Balthasar juntou-se ao Reichswehr com o Artillerie Regiment 3, um regimento de artilharia da 3.ª Divisão. Em 1935, ele se transferiu para a Luftwaffe e foi promovido a Leutnant (segundo-tenente) em 20 de abril de 1935. Em novembro de 1936, ele se ofereceu para ingressar no Sonderstab W, em homenagem a seu comandante General Helmuth Wilberg, para implantação na Guerra Civil Espanhola.

## Legião Condor
Após sua chegada à Espanha em meados de outubro de 1936, Balthasar serviu no Kampfgruppe K/88 e Aufklärungsgruppe A/88 e missões de reconhecimento em Junkers Ju 52 e Heinkel He 70. Em 16 de março, ele fez um pouso forçado em Almorox após os danos de combate sofridos por seu He 70. Balthasar também esteve envolvido no teste do Heinkel He 112 V4 em condições de combate. Em 20 de janeiro de 1937, ele foi creditado com sua primeira vitória aérea quando abateu um Polikarpov I-16 em 20 de janeiro de 1937. Durante a Batalha de Alfambra, Balthasar reivindicou quatro bombardeiros Tupolev SB abatidos.
Balthasar voou 465 missões na Espanha e retornou à Alemanha em 23 de março de 1938. Por seu serviço na Espanha, ele foi condecorado com a Cruz Espanhola em Ouro com Espadas e Diamantes (Spanienkreuz in Gold mit Schwertern und Brillanten). Ele então serviu na Jagdfliegerschule (escola de pilotos de caça) em Werneuchen. Em 1 de agosto de 1938, Balthasar foi nomeado Staffelkapitän (líder do esquadrão) do 1. Staffel (1.º esquadrão) da Jagdgeschwader 131 (JG 131), esta unidade tornou-se o 1. Staffel da Jagdgeschwader 130 (JG 130) em 1 de novembro e foi novamente renomeado em 1 de maio de 1939 e foi referido como 1. Staffel da Jagdgeschwader 1 (JG 1) a partir de então. Em meados de agosto de 1939, o 1. Staffel foi ordenado a se mudar de Jesau, perto da atual Bagrationovsk, para Schippenbeil, atual Sępopol, em preparação para a Invasão Alemã da Polônia.

## Sumário da carreira

### Condecorações
- Cruz Espanhola em Ouro com Espadas e Diamantes (20 de junho de 1939)[12]
- Cruz de Ferro (1939)
  - 2ª classe (20 de setembro de 1939)[13]
  - 1ª classe
- Cruz de Cavaleiro da Cruz de Ferro (14 de junho de 1940) como Hauptmann e Staffelkapitän do 7./JG 27[14][Nota 1]
  - 17ª Folhas de Carvalho (2 de julho de 1941) como Hauptmann e Geschwaderkommodore do JG 2[15][16]

### Promoções
- 20 de abril de 1935 – Leutnant (segundo-tenente)[2]
- 18 de janeiro de 1938 – Oberleutnant (primeiro-tenente)[2]
- 1 de dezembro de 1939 – Hauptmann (capitão)[17]
- postumamente em 1941 – Major (major)[3]